# Judo op de Olympische Zomerspelen 2004 – Klasse tot 78 kilogram vrouwen
Het judotoernooi in de klasse tot 78 kilogram voor vrouwen op de Olympische Zomerspelen 2004 vond plaats op donderdag 19 augustus 2004. Regerend olympisch kampioene was Tang Lin uit China, die in Athene ontbrak. De Nederlandse Claudia Zwiers werd voortijdig uitgeschakeld. Zij verloor in de eerste ronde van de latere winnares van de zilveren medaille, Liu Xia uit China. In totaal kwamen 21 judoka's uit 21 landen uit in de half-zwaargewichtklasse.

## Programma
Alle tijden zijn  (UTC+2)
| Datum                      | Tijd              | Ronde                              |
| -------------------------- | ----------------- | ---------------------------------- |
| donderdag 19 augustus 2004 | 10:30 13:00 17:00 | Kwalificaties Halve finales Finale |

## Toernooischema

### Laatste 4
|  | Halve finale         | Halve finale |  |         | Finale      | Finale |
|  |                      |              |  |         |             |        |
|  |                      |              |  |         |             |        |
|  | Céline Lebrun        | 0000         |  |         |             |        |
|  | Noriko Anno          | 0010         |  |         |             |        |
|  |                      |              |  |         | Noriko Anno | 1010   |
|  |                      |              |  | Liu Xia | 0001        |        |
|  | Liu Xia              | 0001         |  |         |             |        |
|  | Anastasiya Matrosova | 0000         |  |         |             |        |

### Herkansingen
|  | Herkansing     | Herkansing     | Herkansing |  |  | Bronzen medaille     | Bronzen medaille     | Bronzen medaille |
|  |                |                |            |  |  |                      |                      |                  |
|  | Edinanci Silva | Edinanci Silva | 0011       |  |  |                      |                      |                  |
|  | Lucia Morico   | Lucia Morico   | 0120       |  |  | Lucia Morico         | Lucia Morico         | 1000             |
|  |                |                |            |  |  | Anastasiya Matrosova | Anastasiya Matrosova | 0000             |
|  |                |                |            |  |  |                      |                      |                  |
|  |                |                |            |  |  |                      |                      |                  |
|  |                |                |            |  |  |                      |                      |                  |
|  |                |                |            |  |  |                      |                      |                  |

|  | Herkansing      | Herkansing      | Herkansing |  |  | Bronzen medaille | Bronzen medaille | Bronzen medaille |
|  |                 |                 |            |  |  |                  |                  |                  |
|  | Yurisel Laborde | Yurisel Laborde | 0030       |  |  |                  |                  |                  |
|  | Lee So-yeon     | Lee So-yeon     | 0022       |  |  | Yurisel Laborde  | Yurisel Laborde  | 1001             |
|  |                 |                 |            |  |  | Céline Lebrun    | Céline Lebrun    | 0001             |
|  |                 |                 |            |  |  |                  |                  |                  |
|  |                 |                 |            |  |  |                  |                  |                  |
|  |                 |                 |            |  |  |                  |                  |                  |
|  |                 |                 |            |  |  |                  |                  |                  |

## Eindrangschikking
| №      | Naam                 | NOC |
| ------ | -------------------- | --- |
| Goud   | Noriko Anno          | JPN |
| Zilver | Liu Xia              | CHN |
| Brons  | Yurisel Laborde      | CUB |
| Brons  | Lucia Morico         | ITA |
| 5      | Anastasiya Matrosova | UKR |
| 5      | Céline Lebrun        | FRA |
| 7      | Edinanci da Silva    | BRA |
| 7      | Lee So-yeon          | KOR |
| 9      | Varvara Akritidou    | GRE |
| 9      | Houda Ben Daya       | TUN |
| 9      | Amy Cotton           | CAN |
| 9      | Mélanie Engoang      | GAB |
| 13     | Nicole Kubes         | USA |
| 13     | Uta Kühnen           | GER |
| 13     | Varvara Masyagina    | KAZ |
| 13     | Vera Moskalyuk       | RUS |
| 17     | Keivi Pinto          | VEN |
| 17     | Sisilia Rasokisoki   | FIJ |
| 17     | Esther San Miguel    | ESP |
| 17     | Rachel Wilding       | GBR |
| 21     | Claudia Zwiers       | NED |